# Sędzisława
Sędzisława – staropolskie imię żeńskie, złożone z członu Sędzi- („sądzić”) oraz członu -sława („sława”). Być może oznaczało „ta, której sądzona jest sława”. Imię wystąpiło w średniowiecznych dokumentach w 1250 r., a w męskiej formie w 1211.
Męski odpowiednik: Sędzisław.
Imię jest rzadko nadawane. W  styczniu 2024 r. w rejestrze PESEL, wśród publicznie dostępnych danych dotyczących osób żyjących, wykazano dwie kobiety o imieniu Sędzisława nadanym jako imię pierwsze.
Sędzisława imieniny obchodzi 7 lipca.